# 馮王仁
冯王仁（？—438年），中国五胡十六国时代北燕昭成帝冯弘之子。长乐信都（今河北省衡水市冀州区）人，慕容王后所生。太兴二年（432年）正月，立慕容王后之子冯王仁为太子，而没有立王夫人所生长子冯崇。北魏太武帝一直让冯王仁到平城做人质，冯弘一直不答应。后来，北魏大军压境，冯弘想以儿子做人质，太武帝也不许了。太兴六年（436年）五月，北燕被北魏灭亡，北魏太延四年（438年），冯弘和冯王仁在高句丽被长寿王所杀。

## 家族
- 长乐冯氏世系图